# Säulenlaubenvogel
Der Säulenlaubenvogel (Prionodura newtoniana) auch Säulengärtner ist eine Art aus der Familie der Laubenvögel (Ptilonorhynchidae) und ist ein Vertreter der Avifauna Australiens. Er ist der einzige Vertreter seiner Gattung. Sein Verbreitungsgebiet liegt an der australischen Nordostküste in Queensland. Anders als die auf Neuguinea vorkommenden Laubenvögel ist die Lebensweise des Säulenlaubenvogels daher vergleichsweise gut erforscht.
Der Säulenlaubenvogel ist mit einer Körperlänge von bis zu 25 Zentimeter der kleinste Vertreter in der Familie der Laubenvögel und zählt zu den Arten dieser Familie, zu dessen Balzverhalten der Bau einer Laube durch das Männchen gehört. Die deutsche Bezeichnung für diese Art der Laubenvögel spielt auf die Form dieser Laube an. Im englischen Sprachgebrauch wird der Säulenlaubenvogel wegen der Gefiederfärbung des Männchens als Golden Bowerbid – Goldener Laubenvogel genannt. Wie für Laubenvögel typisch besteht ein auffallender Geschlechtsdimorphismus. Das Weibchen ist deutlich unauffälliger als das Männchen gefiedert. Die Art ist monotypisch.
Säulenlaubenvogel sind sehr langlebig und brauchen mehrere Jahre, bis sie ihre Geschlechtsreife erreicht haben. Auf Grund der Intelligenzleistung, die sie beim Bau ihrer Lauben zeigen, werden sie zu den intelligentesten unter den Vögeln gezählt. Die Bestandssituation des Säulenlaubenvogels wird der IUCN als ungefährdet (least concern) eingestuft.

## Merkmale
Männchen erreichen eine Körperlänge von 25 Zentimeter, wovon 8,8 bis 11,5 Zentimeter auf den Schwanz entfallen. Weibchen bleiben anders als bei den Sericulus-Arten und dem Seidenlaubenvogel kleiner als das Männchen und erreichen eine Körperlänge von 23 Zentimeter. Davon entfallen 8,5 bis 9,2 Zentimeter auf den Schwanz. Die Schnabellänge beträgt beim Männchen 2,2 bis 2,4 Zentimeter und bei den Weibchen 2,2 bis 2,5 Zentimeter. Säulenlaubenvögel erreichen ein Gewicht zwischen 62 und 96 Gramm.

### Merkmale des Männchens

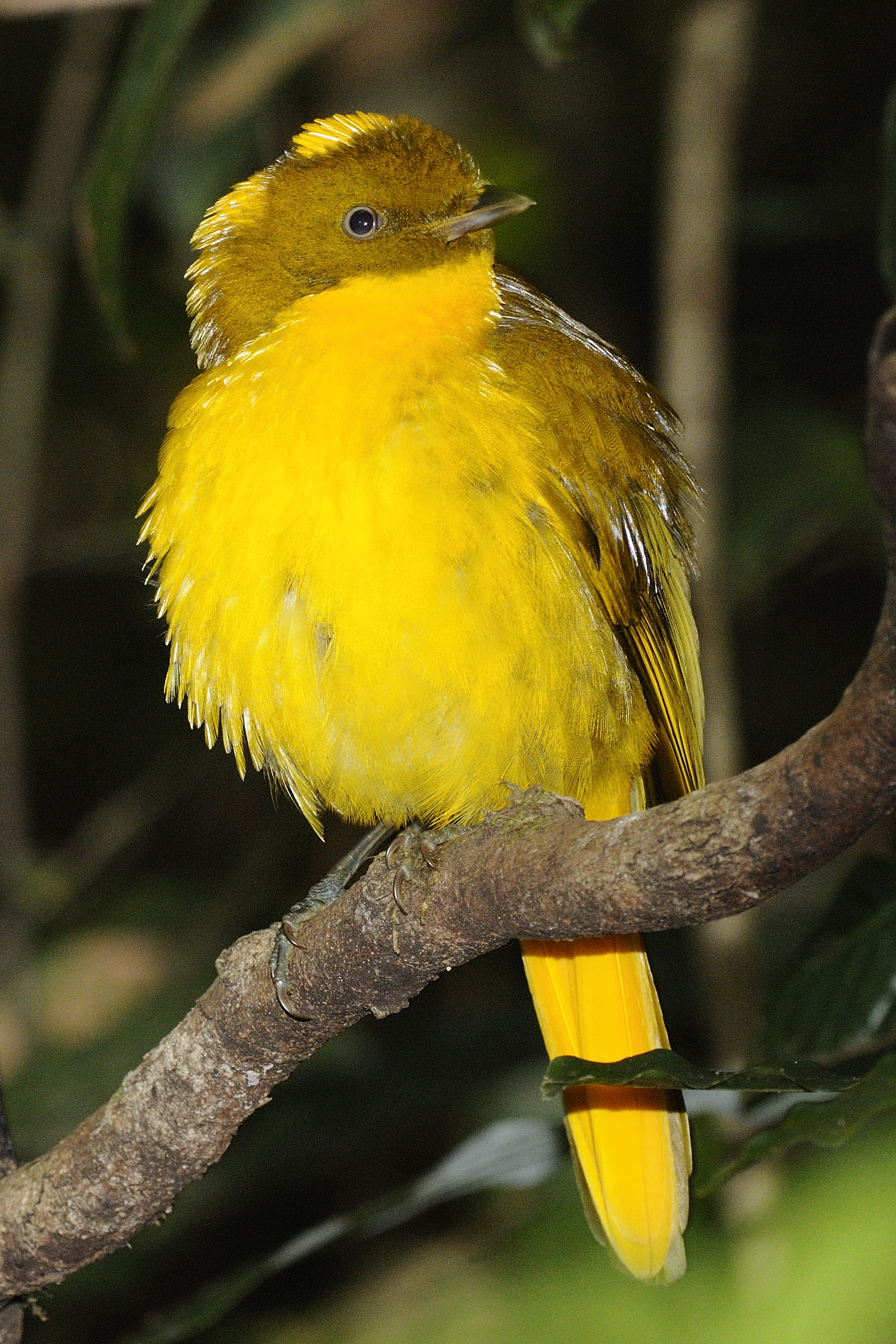
Männchen des Säulenlaubenvogels, Queensland

Beim Männchen sind Kopf, Kinn und die Körperoberseite dunkel braungelb. Auf dem Scheitel befindet sich ein kleiner und im Nacken ein größerer Fleck, die metallisch glänzend Orangegelb sind. Die Flügel haben einen ausgeprägteren Olivton und die inneren Federfahnen der Schwungfedern sind dunkel olivfarben. Das mittlere Steuerfederpaar ist olivfarben, bei den zwei angrenzenden Steuerfederpaaren sind jeweils die Federspitzen olivfarben. Das übrige Schwanzgefieder ist Orangegelb und kontrastiert auffällig mit dem übrigen Schwanzgefieder. Die Körperunterseite ist ein verwaschenes Gelborange mit unterschiedlicher Farbintensität auf Brust und Bauch. Die Flanken sind olivgrün überwaschen.
Das Gefieder glänzt metallisch und hat bei entsprechendem Lichteinfall weiße Glanzlichter. Die Iris ist isabellfarben. Der Schnabel ist schwarzbraun mit einer etwas helleren Schnabelspitze. Die Beine sind blaugrau.

### Merkmale des Weibchens
Das im Vergleich zum Männchen etwas kleinere Weibchen ist auf der Körperoberseite bräunlich olivfarben. Die Zügel und in etwas geringerem Maße auch die Ohrdecken sind etwas blasser und grünlicher. Die Körperunterseite ist bläulich hellgrau, die Kehle und das Kinn sind etwas heller. Die Brustseiten und Flanken sind etwas dunkler und bräunlicher. Die Arm- und Handschwingen sowie die Steuerfedern sind bräunlich olivfarben, wobei die einzelnen Federn blassgelbe Federschäfte haben. Die Iris ist blassbraun, der Schnabel ist dunkler als bei dem Männchen.

### Merkmale der Jungvögel
Flügge werdende Nestlinge haben noch ein Dunengefieder auf dem Scheitel. Ihr Schnabel sowie die Beine sind blaugrau. Der Orbitalring ist matt blassgelb, die Iris ist dunkelbraun. Bei den Jungvögeln zeigen die Männchen zunächst das Gefieder der adulten Weibchen. Die Iris ist bei ihnen blassbraun bis grau. Bei subadulten Männchen weist das Gefieder zunehmend einzelne gelbe Federn auf, bis sie dann das vollständige Gefieder adulter Männchen zeigen.

### Stimme

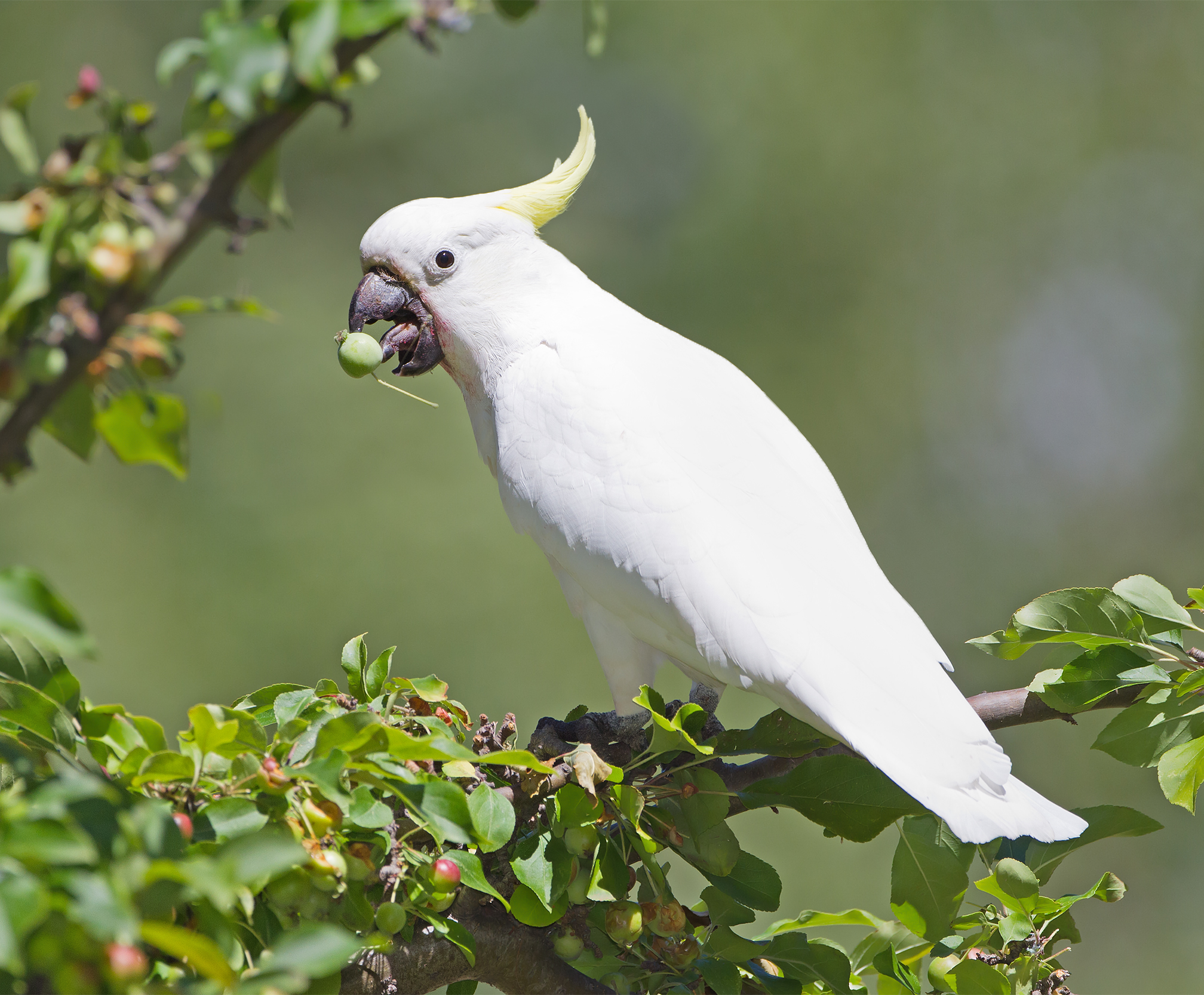
Der Gelbhaubenkakadu gehört zu den Arten, deren Ruf der Säulenlaubenvogel nachahmt.

Der typische Ruf des Säulenlaubenvogels sind rasselnde Töne, die nicht länger als ein oder zwei Sekunden dauern und die mehrfach hintereinander wiederholt werden. Zu den Rufen des männlichen Haubengärtners gehören aber auch einzelne Pfiffe, die vor allem dann zu hören sind, wenn sich das Männchen seiner Laube nähert oder wenn Artgenossen in der Nähe sind.
Der Säulenlaubenvogel verfügt darüber hinaus über ausgeprägte Spöttereigenschaften und ahmt Laute seiner Umgebung nach. Eine Serie rasselnder Rufe kann durch die Nachahmung quakender Frösche oder singender Zikaden unterbrochen sein. Sie ahmen aber auch die Rufe anderer Vogelarten nach. Nachgewiesen wurden unter anderem die Rufe der Weißbrusttaube, des Rotschwanz-Rabenkakadus, des Gelbhaubenkakadus, des Königssittichs. des Pennantsittichs, des Lärmpittas (Pitta versicolor), des Gelbkehl-Sernicornis (Sericornis citreogularis) und des Fahlstirn-Sericornis (Sericornis magnirostris), der Grauwangengerogyne (Gerygone mouki), des Buntschnabel-Honigfressers (Lichenostomus Ferrands), des Graurücken-Dickkopfs (Colluricincla Power), des Brillen-Monarchs (Monarcha trivirgatus), der Dickschnabel-Würgerkrähe, des Viktoria-Paradiesvogels, des Schwarzohr-Laubenvogels und des Seidenlaubenvogels.
Der Säulenlaubenvogel ahmt häufig mehr als nur einen Ruf einer anderen Vogelart nach. Beim Pennantsittich wird beispielsweise sowie der pfeifende Ruf als auch der Alarmruf nachgeahmt, der Säulenlaubenvogel nimmt auch verschiedene Ruf des Schwarzohr-Laubenvogels in sein Rufrepertoire. Er ahmt sogar Instrumentallaute wie das Flügelschwirren des Viktoria-Paradiesvogels nach.

## Vorkommen

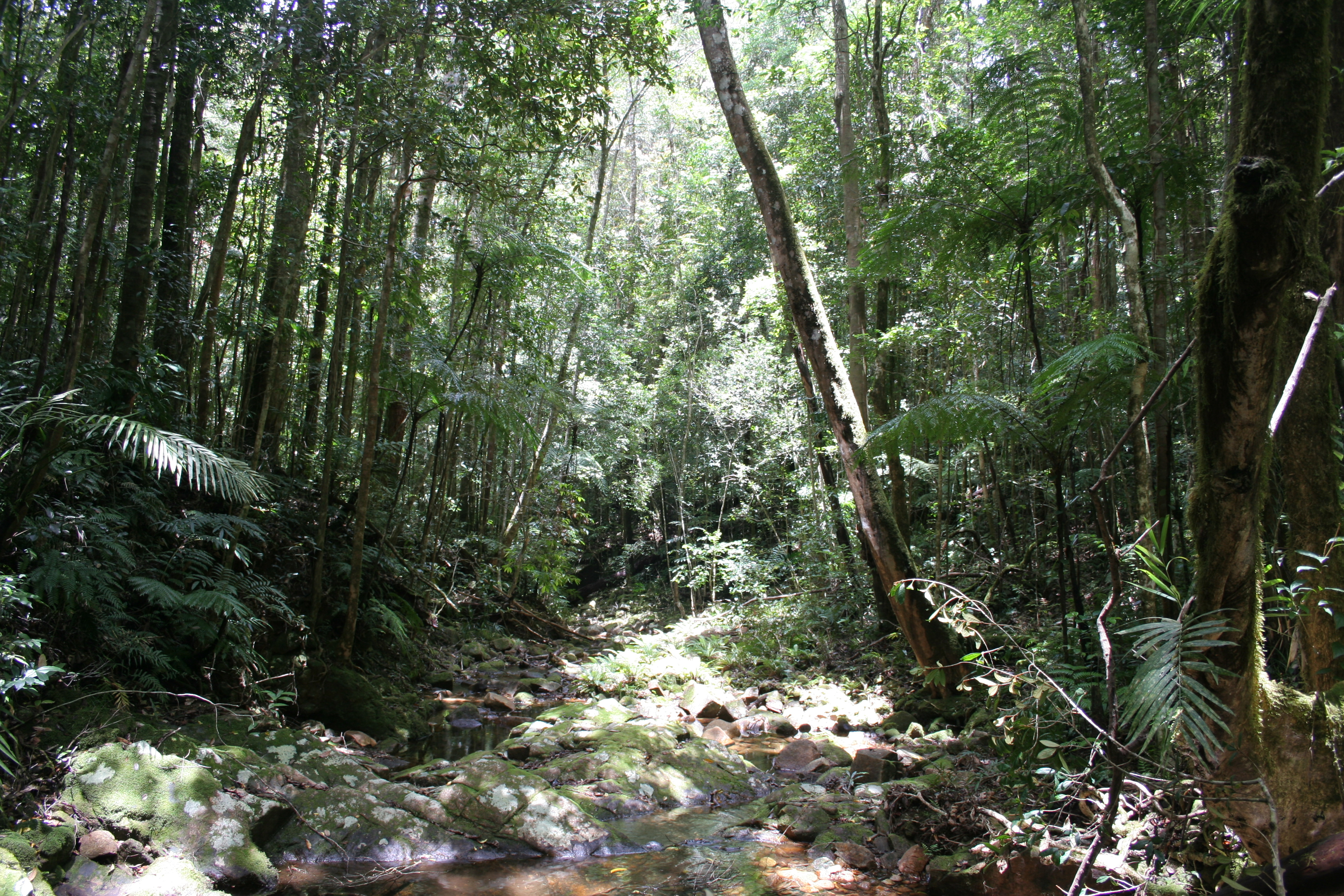
Tropischer Regenwald der Paluma Range, einem der Verbreitungsgebiete des Säulenlaubenvogels

Der Säulenlaubenvogel kommt ausschließlich in einem kleinen Verbreitungsgebiet im australischen Bundesstaat Queensland vor. Zum Verbreitungsgebiet gehören Höhenlagen des Atherton Tablelands, die Region zwischen dem Thornton River bis einschließlich des Mount-Windsor-Nationalparks sowie die Seaview Range.
Der Lebensraum des Säulenlaubenvogels ist tropischer Bergregenwald.

## Lebensweise
Säulenlaubenvögel sind generell scheue und unauffällige Vögel. Die Männchen sind auf Grund ihrer Rufe in Labendere jedoch vergleichsweise einfach auszumachen. Gelegentlich baden bis zu fünf Säulenlaubenvögel aber auch Säulenlaubenvögel an Bachläufen. Säulenlaubenvögel gehören außerdem zu den Vögeln, die sich aktiv einemsen. Dazu nehmen sie Ameisen in den Schnabel und streichen mit diesen durch das Gefieder. Bei den Männchen hat man außerdem Sonnenbaden beobachtet. Dabei wird das Gefieder gesträubt und die Flügel leicht fallen gelassen.

## Nahrung

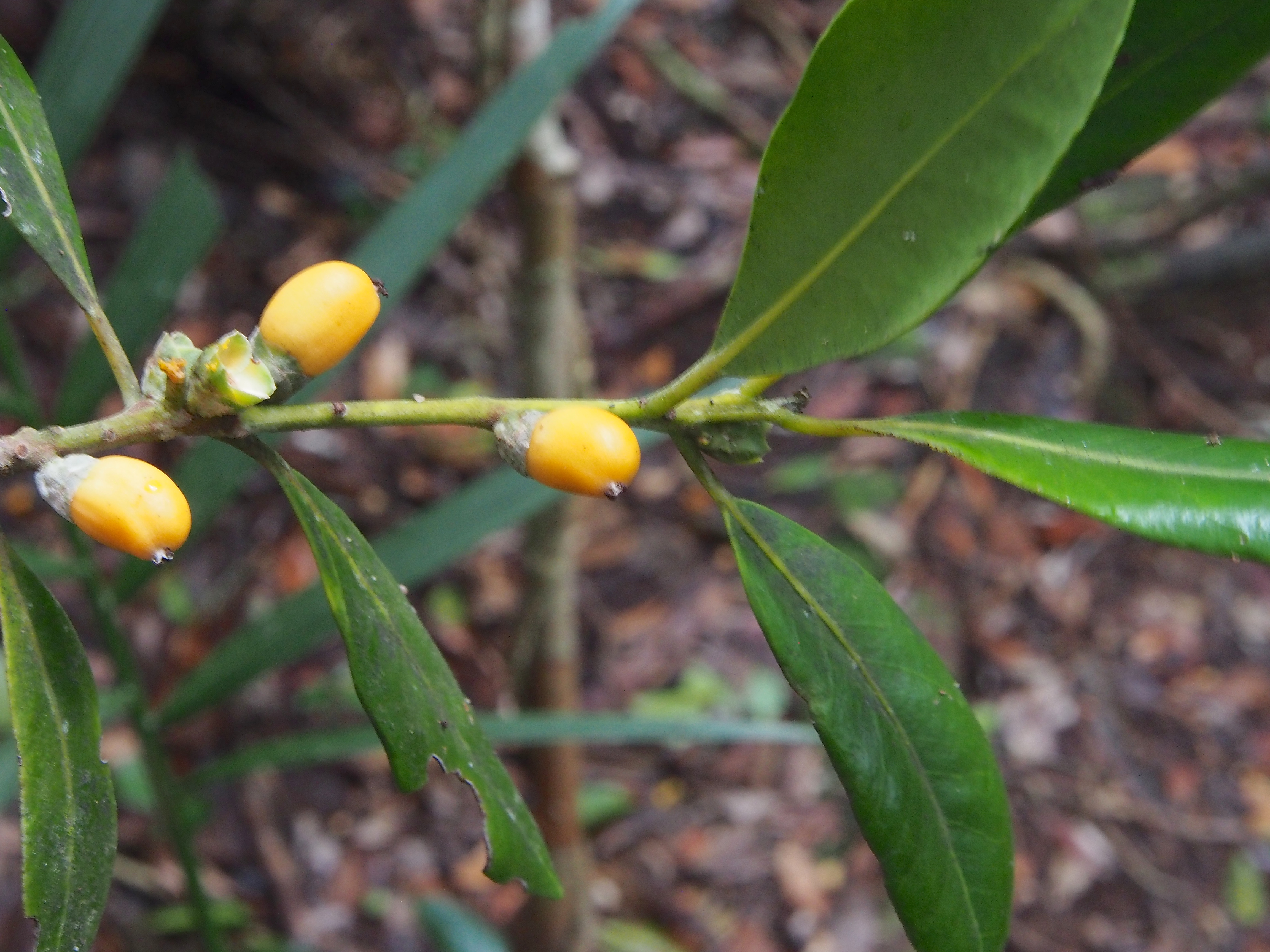
Die Früchte von Balanops australia werden von Säulenlaubenvögel gelegentlich gehortet

Der Säulenlaubenvogel ist wie alle Laubenvögel ein Allesfresser. Die größte Rolle bei der Deckung des Nahrungsbedarfes spielen jedoch Früchte, von denen er eine große Bandbreite frisst. in einer mehrjährigen Untersuchung bei Vögeln in der Paluma Range bestand die Nahrung zu 93 Prozent aus Früchten. Davon entfällt der größte Teil auf Steinfrüchte und Beeren, gefolgt von Kapselfrüchten und Feigen. Von Bedeutung waren dabei 78 Pflanzen aus 36 verschiedenen Familien. Daneben werden auch Blüten, Knospen sowie Wirbellose gefressen. Säulenlaubenvögel gehören zu den Vögeln, die Nahrungsbestandteile horten. Früchte werden in Baumhöhlen, in den Spalten von Baumstümpfen oder unter Fallholz gelagert.
Mit tierischer Nahrung decken Säulenlaubenvögel etwa sechs Prozent ihres Nahrungsbedarfes. Sie fressen Raupen, Termiten, Singzikaden, Käfer und Spinnen. Singzikaden fangen sie gelegentlich auch im Flug.
Da Früchte in der Ernährung dominieren, sind sie während der Nahrungssuche überwiegend in Baumkronen zu beobachten. Vergleichsweise selten halten sie sich im Unterholz auf oder suchen auf dem Boden nach Nahrung. In fruchttragenden Bäumen werden Säulenlaubenvögel einzeln, in Paaren oder in kleinen Trupps von Jungvögeln und/oder Weibchen beobachtet. Bis jetzt wurde nur einmal beobachtet, dass zwei Männchen zur gleichen Zeit in dem gleichen fruchttragenden Baum nach Nahrung suchten. Gegenüber anderen Vogelarten sind sie verträglich. Säulenlaubenvögel sind in solchen fruchttragenden Bäumen auch mit anderen Arten der Laubenvögel vergesellschaftet, darunter dem Schwarzohr-Laubenvogel, dem Zahnlaubenvogel und dem Seidenlaubenvogel. Sie sind dann auch mit anderen Vogelarten vergesellschaftet, die nicht zu den Laubenvögeln gehören. Dazu zählen die Rosabrust-Kuckuckstaube, der Streifenraupenfänger und der Viktoria-Paradiesvogel (Ptiloris Victoria).
Zur Deckung ihres Flüssigkeitsbedarfes trinken Säulenlaubenvögel aus mit Wasser gefüllten Astlöchern und nehmen Wassertropfen von nassen Blättern auf.

## Fortpflanzung
Säulenlaubenvögel sind polygyn, das heißt, das Männchen verpaart sich mit mehreren Weibchen. Allein das Weibchen kümmert sich um den Bau des Nestes, die Brut und die Aufzucht der Jungvögel. Das Männchen wirbt um Weibchen, indem er eine säulenförmige Laube baut. Zu den Besonderheiten der Säulenlaubenvogels gehört, dass diese Lauben an traditionellen Stellen errichtet werden, die über mehrere Generationen von Säulenlaubenvögeln genutzt werden. Von 25 traditionellen Laubenplätzen, die zwischen 1978 und 1997 beobachtet wurden, waren 21 jedes Jahr von einem Männchen besetzt. Drei weitere Laubenplätzen waren 18, 11 und fünf aufeinanderfolgende Balzzeiten in Gebrauch. Bei 20 der Laubenplätze gab es eindeutig zu identifizierende Laubenbesitzer. Bei fünf der Bolzplätze waren sie über einige Balzzeiten von jungen, noch nicht geschlechtsreifen Männchen besetzt, die entweder an der existierenden Laube weiterbauten oder eine rudimentäre Laube errichteten.

### Übernahme einer Laube
Adulte Männchen, die Besitzer eines traditionellen Laubenplatzes sind, halten sich von August bis Januar in unmittelbarer Nähe zu ihrer Laube auf. Nach Beobachtungen in der Paluma Range suchen sie nicht weiter als durchschnittlich von 110 Metern im Umkreis ihrer Laube nach Nahrung. Lediglich wenn sie die Lauben anderer, konkurrierender Männchen aufsuchen, entfernen sie sich über größere Strecken. Im Durchschnitt sind dies 191 Meter, die maximal festgestellte Entfernung betrug 488 Meter.
Noch nicht geschlechtsreife Männchen sind regelmäßig an Stellen mit traditionell bestehenden Lauben zu beobachten. Es gibt Indizien, dass diese männlichen Jungvögel vor den adulten Männchen mausern und dann an diesen Stellen die Balz und den Bau der Laube „üben“, während der traditionelle Laubenbesitzer sich noch in der Mauser befindet und die Laube nicht oder nur selten aufsucht. Mit zunehmenden Lebensalter halten sie sich vermehrt an traditionellen Laubenstellen auf, die keinen mehr Besitzer haben oder deren Besitzer auf Grund von Verletzungen oder Krankheit nicht mehr in der Lage ist, die Laube erfolgreich zu verteidigen. Nach Eintritt der Geschlechtsreife übernehmen diese jungen Männchen dann die Laube endgültig.

### Laubenbau
Präferierte Stellen für den Bau einer Laube befinden sich an flachen Stellen unweit des Kamms eines Hügels. Sie weisen neben mehreren mittelgroßen bis großen Bäumen auch zahlreiche junge Bäume beziehungsweise Schösslinge auf.
Das Männchen baut rund um den Stamm eines Baumschösslings bis zu zwei Meter hohe Türme aus Zweigen und anderem Pflanzenmaterial. Diese Türme werden mit einem schmalen Ast verbunden.
Dieses laubenartige Gebilde wird mit Blüten und anderen bunten Objekten verziert und dient als Paarungsort.
Das polygame Männchen singt und tanzt vor der Laube, um Weibchen anzulocken, und paart sich mehrmals pro Saison.

### Brutgeschäft
Die Brutzeit fällt in den Zeitraum von Ende September bis Januar. In der Paluma Range fällt der Höhepunkt der Brutzeit auf die Monate November und Dezember. Nestlinge sind in vor allem der Zeit von November bis Januar zu beobachten, gerade flügge gewordene Jungvögel in der Zeit von Dezember bis Februar. Bei in dieser Region beobachteten Nestern waren die ersten Nestlinge am 7. Dezember flügge, die letzten verließen am 17. Februar das Nest. Es wird pro Brutsaison nur ein Gelege großgezogen. Zu einem Nachgelege kommt es auch bei Verlust des Geleges nicht.
In der Paluma Range hat man insgesamt 86 Nester näher analysiert. Davon befanden sich 51 in flachen oder nur gering geneigten Waldstücken, 24 fanden sich in Gebieten mit einer Neigung zwischen 20 und 45 Grad und 11 an Steilhängen eines Bachlaufes. Der Abstand der einzelnen Nester war gelegentlich gering. Zwei Weibchen bauten zeitgleich Nester, die weniger als 75 Meter außeinanderstanden. Nistplätze werden gelegentlich wieder genutzt. Dabei wird das neue Nest über dem alten gebaut.
Als Neststandort nutzen die Weibchen bevorzugt Spalten in Baumstämmen, so dass das Nest überwölbt ist. Auch die Weibchen, die keine Baumspalten nutzten, bauen die Nester zwischen den Wurzeln von Würgefeigen oder in Einbuchtungen von Baumstämmen, so dass die Nester überwölbt sind. Die Mehrzahl der Nester befindet sich weniger als 1,5 Meter oberhalb des Erdbodens. Nur in zwei Ausnahmefällen wurden die Nester in einer Höhe von 5,3 oder 4,5 Meter über dem Boden gebaut.

## Säulenlaubenvogel und Menschen
Anders als bei einer Reihe anderer Arten aus der nur etwa 20 bis 21 Arten umfassenden Familie der Laubenvögel wurde der Säulenlaubenvogel bislang nicht in Gefangenschaft gehalten und ist entsprechend auch noch nie in einem Zoo gezeigt worden.

## Einzelbelege
1. ↑  Handbook of the Birds of the World zum Säulenlaubenvogel, abgerufen am 5. April 2017
2. 1 2 3  Frith: The Bowerbirds – Ptilonorhynchidae. S. 313.
3. ↑  Prionodura newtoniana in der Roten Liste gefährdeter Arten der IUCN 2016.10. Eingestellt von: BirdLife International, 2016. Abgerufen am 2. April 2017.
4. 1 2 3 4 5  Frith: The Bowerbirds – Ptilonorhynchidae. S. 314.
5. ↑  Stimme des Säulenlaubenvogels auf Xeno Santo, abgerufen am 6. April 2017
6. 1 2  Frith: The Bowerbirds – Ptilonorhynchidae. S. 316.
7. 1 2 3 4  Frith: The Bowerbirds – Ptilonorhynchidae. S. 317.
8. 1 2  Frith: The Bowerbirds – Ptilonorhynchidae. S. 315.
9. ↑  Frith: The Bowerbirds – Ptilonorhynchidae. S. 319.
10. ↑  Frith: The Bowerbirds – Ptilonorhynchidae. S. 322.
11. 1 2  Frith: The Bowerbirds – Ptilonorhynchidae. S. 318.
12. 1 2 3  Frith: The Bowerbirds – Ptilonorhynchidae. S. 326.
13. ↑  Frith: The Bowerbirds – Ptilonorhynchidae. S. 327.
14. ↑  Frith: The Bowerbirds – Ptilonorhynchidae. S. 331.